# 夏一峰
夏一峰（1883年—1963年），原名福雲，中國近代淮安琴派古琴演奏家。

## 生平
夏一峰在光緒九年（1883年）出生於江蘇淮安，年幼時雙親亡故，無力支撐生活，遂於光緒二十一年（1895年）淮安的一所道觀做了道士。十五歲時在道觀裡遇到當時的淮安派名家杨子镛，受其賞識并收為第一個弟子。此後亦曾向杨子镛的老師乔子衡的許姓女弟子學習。後來他的琴技連老師都自歎弗如。
1921年客居南京，在金沙井崇善堂工作。1934年加入當地的青溪琴社，在琴社裡結識了當時的許多琴人，他博採眾長，提高了自己的琴技。1930年代即以演奏《良宵吟》、《靜觀吟》等琴曲出名，40年代時他演奏的《良宵吟》被灌成唱片，在全國發行。1949年後被中央音樂學院民族音樂研究所聘為特約研究員，也曾加入中國音樂家協會。此外，他還曾擔任江蘇和南京的政協委員。
1954年12月和甘濤成立南京樂社，并擔任副社長一職。1963年80歲時平靜地在家中逝世。一生中弟子眾多，包括梅曰強、林友仁、龔一、李禹賢等人都是。
音樂學家楊蔭瀏曾將夏一峰彈奏的古琴曲記譜，集結成《古琴曲匯編》一書。